# Октябрський (Єйський район)
Октябрьський — селище в Єйському районі Краснодарського краю Російсько Федерації. Адміністративний центр Єйського сільського поселення.
Лежить за 22 км південніше міста Єйськ.
Через селище проходить автомобільна дорога Єйськ — Ясенська.
| Росія | Це незавершена стаття з географії Росії. Ви можете допомогти проєкту, виправивши або дописавши її. |